# محمد الضبع
محمد الضبع هو مُترجم وشاعر سعودي، ولد في 13 مارس 1991م في جدة، عاش ودرس في مدينة جازان. وحصل على الجنسية السعودية في ديسمبر 2021م.
وأنجز الكثير من الترجمات الأدبية المميزة التي نشرها في مدونته «معطف فوق سرير العالم»، كما نشرها في صحيفتي «الرياض» و«الشرق» السعوديتين. وكذلك قام بإصدار العديد من الكتب المترجمة التي تنوعت بين الاختيارات والمؤلفات الأدبية.

## إصداراته

### المؤلفات
1. (صياد الظل) ديوان شعر. صدر عن الدار العربية للعلوم ناشرون 2012.[10]

### الترجمات
1. (قصائد آخر ليلة على كوكب الأرض) مختارات شعرية لبوكوفسكي، سوريسكو، وماري أوليڤر. صدر عن دار مسعى 2015.[11]
2. (دوستويفسكي في سيبيريا هنري في ديجون) مدخل إلى عالم أناييس نن وهنري ميلر [مختارات]. صدر عن دار كلمات للنشر 2015.[12]
3. (اخرج في موعد مع فتاة تحب الكتابة) [مختارات]. صدر عن الدار العربية للعلوم 2015.[13]
4. (سنة القراءة الخطرة) كيف استطاع خمسون كتاباً عظيماً إنقاذ حياتي. تأليف: آندي ميلر. صدر عن دار كلمات للنشر 2016.[14]
5. (حياة بلا حدود) تأليف: نيك فيوتتش. صدر عن دار كلمات للنشر 2017.[15]
6. (المدينة الوحيدة: مغامرات في فن البقاء وحيدًا) تأليف: أوليفيا لاينغ صدر عن دار كلمات للنشر 2017.
7. (أشياء غريبة يقولها الزبائن في متاجر الكتب) تأليف: جين كامپل صدر عن دار كلمات للنشر 2017.
8. (رقصة القمر مع آينشتاين: فن وعلم تذكّر كل شيء) تأليف: جوشوا فوير. صدر عن دار كلمات 2017.[16]
9. (أشياء غريبة يقولها الزبائن في متاجر الكتب) ج2. صدر عن دار كلمات 2018.[17]
10. (أسباب للبقاء حياً) تأليف: مات هيغ. صدر عن دار كلمات 2018.[18]
11. (ملاحظات حول كوكب متوتر) تأليف: مات هيغ. صدر عن دار كلمات 2019.[19]
12. (الجائحة: كوفيد-19 يهز العالم) تأليف: سلافوي جيجك. صدر عن دار كلمات 2020.
13. (هذا الكتاب سيؤلمك: يوميات سرية لطبيب مبتدئ) تأليف: آدم كاي. صدر عن دار كلمات 2020.[20]
14. (كتاب الراحة) تأليف: مات هيغ. صدر عن دار كلمات 2021.[21]
15. (مكتبة منتصف الليل) تأليف: مات هيغ. صدرت عن دار كلمات 2021.

## آراؤه في الترجمة
1. «الترجمة بالنسبة لي هي حالة مرهفة ومتقدمة من الإصغاء، من التقدير الشديد لكل أدب جميل تمت كتابته، وهو متعة محضة، ورحلات لا تنتهي مع الشخوص والكتّاب والأبطال، الشعر قادني إلى الترجمة، وأظنني أقدمت عليها لأنني أريد أن أختبر العديد من الأشياء، وأجيب عن العديد من الأسئلة المتعلقة بالأدب، فكل نص أشبه برحلة إلى الفضاء الخارجي فرحلة تفشل وأخرى تستمر بالانطلاق بشكل مذهل، وأنا أقف وأراقب كل هذا عن كثب، وأستمتع بالمنظر أولًا، ثم أتعلّم، واستمر بالتعلّم، وبالتأكيد فإن الكتابة بالنسبة لي هي عملية مستمرة، ستصقلها الترجمة وتجعلها أكثر قربًا من المركز، مركز المعنى أو مركز الحياة، أيًا كان الاسم الذي تحب إطلاقه على كل ما هو حقيقي وخالد».[22]
2. يرى الضبع أن اختياره للنص الذي يترجمه خاضع في المقام الأول لإعجابه الشخصي بجماليات النص، وذكر أن الشرط الأساسي لتميز الترجمة أن يعجب المترجم بالنص ويعرف مكامن الجمال فيه.[23]
3. «الترجمة بالنسبة لي أداة لغوية وأدبية تسعى لملء فراغ في رف المكتبة، للإجابة عن أسئلة مهمّة تساهم في دفعنا للاستمرار بالحياة وإنتاج الفن وبناء العالم».[24]